# Roby Santini
Roby Santini, all'anagrafe Roberto Santini (Lanciano, 18 giugno 1971), è un disc jockey, produttore discografico e cantautore italiano, noto anche come RSDJ.

## Carriera

### Gli inizi e la carriera da Disc Jockey
Originario di Casalbordino in Abruzzo, si appassiona alla musica sin dalla più tenera età, imparando a suonare fisarmonica, flauto, clavietta, tromba e flicorno soprano in seguito all'iscrizione alla banda del suo paese. All'età di 16 anni entra in contatto per la prima volta con una console da disc jockey in seguito all'apertura di una stazione radio (radio M3) vicino a casa sua. Qui lavora per diverso tempo come dj e come speaker radiofonico; in seguito alla popolarità acquisita in radio comincia a essere richiesto come dj alle feste private. Nel 1992 la sua voglia di allontanarsi dalla terra natia e la necessità di ottenere denaro per la realizzazione del suo desiderio lo portano a partecipare al programma televisivo La ruota della fortuna e, in due puntate, vince la somma complessiva di 20 milioni di lire. Qui incontra Roberto Ferri, PR di locali notturni milanesi, con il quale stringe un'amicizia che lo convince a partire per Milano e iniziare la sua carriera come Dj.
"Abbiamo subito fatto amicizia e prima di salutarci, mi ha lasciato il suo numero di telefono, dicendomi di chiamarlo se un giorno fossi andato su. Così, dopo l'estate, ho messo le mie quattro cose in una borsa, preparato la valigetta dei dischi e insieme alla mia ragazza ho preso il treno per Milano. Appena arrivato, con enorme delusione, mi sono accorto di aver perso quel numero di telefono e ho trascorso i primi periodi girando nei locali per cercare di trovare qualcosa. Il primo posto dove ho lavorato era un night club dove mettevo musica d'ascolto e le basi per le spogliarelliste: come dimenticare l'ingresso in scena dell'abbondante Jaqueline…Un giorno, passeggiando per le vie del centro, ho notato sulla strada dei biglietti che pubblicizzavano l'apertura di un locale; ne ho raccolto uno a caso e dietro, incredibile ma vero, c'era scritto a penna un numero di cellulare e di fianco un nome: Roberto Ferri. In quell'occasione, ripensando alle belle cose che mi erano successe fino ad allora, ho capito di essere una persona baciata dalla fortuna."
Inizia la sua carriera al "Fellini" e subito dopo diventa Dj resident allo Zip dove lavora per 7 anni.
Qui conosce Gianni Fontana con il quale stringe una forte amicizia e insieme in studio realizzano Run Away cantata da Nathalie Aarts e German Leguizamon. Roby e Gianni sottopongono il demo a Molella e Phil J iniziando una grande coproduzione che porta alla nascita del famoso progetto "The Soundlovers".
Run Away entra subito nella Top 10 di Germania, Austria, Paesi Bassi e paesi dell'est e riscuotono un grande successo anche i singoli People, Surrender, Walking, Living in your head, ecc.
Durante una delle colorate notti allo Zip, Roby Santini incontra la drag queen "Billy More" con cui nasce una forte sinergia. Il giorno dopo in dieci minuti scrive per lei Up and down che produce in collaborazione con Alessandro Viale (19 dicembre 1971) e Roberto Gallo Salsotto. Nell'estate del 2000 il brano diventa subito una Hit in tutta Europa e ancora oggi è un classico della musica dance.
Roby Santini firma anche il progetto Souvenir d'Italie conosciuto col singolo Boys and girls.
Nel 2002 insieme a Vanni G e David Bacon dà vita al progetto Hotel Saint George di cui è anche la voce. Di successo i singoli Welcome to my life, Never say never, You can trust in me e Figli delle tenebre che vengono inclusi nell'album This is my life pubblicato nel 2004.
Roby Santini con lo pseudonimo RSDJ pubblica i singoli Come to me, Sorry e Elektrodancing di cui è autore, produttore e voce.

### Il ritorno alle origini e "Il Ragazzo di campagna"
Dopo innumerevoli successi di musica dance, scritti e prodotti, con milioni di dischi venduti in tutto il mondo, nel 2007 Roby Santini si dedica a un progetto discografico dal titolo “Il Ragazzo di Campagna” in cui si cimenta in prima persona come cantautore di storie semplici e divertenti. Il genere prende spunto dal folk, rivisitato in chiave moderna, ed espresso meravigliosamente in cinque album che riscuotono un grande successo di pubblico. Molti i suoi brani celebri tra i quali la divertente Giovanna e Angiolino, che con il ritornello del "Vaffa..." diventa popolarissima in Italia e nel resto del mondo. Cliccatissimo il videoclip del brano sul web, con milioni di visualizzazioni. In dieci anni l'iniziale progetto discografico si è evoluto in uno spettacolo dal titolo “Il Ragazzo di Campagna SHOW”, in cui l'artista si esibisce dal vivo con la sua band e il corpo di ballo. Due ore di intrattenimento live che oltre ad aver conquistato migliaia di spettatori di tutte le età nelle piazze italiane, ha ottenuto un meraviglioso riscontro nelle comunità italiane all'estero che hanno avuto il piacere di conferire a Roby Santini molteplici premi per il suo supporto alla cultura musical-popolare abruzzese e italiana nel mondo.
Alcune canzoni da lui interpretate come Maria Nicola - La cungiarie sono di ambito popolare, altre come Cicirinella e Na casetta a la Majella sono arrangiamenti di canzoni antiche,la prima di Florindo Ritucci Chinni, la seconda presentata alle Settembrate Abruzzesi di Pescara,  di Antonino Di Donato e Vincenzo Celsi.